# Polygnathacea
Super-famille
Taxons de rang inférieur
- †Anchignathodontidae
- †Cavusgnathidae
- †Elictognathidae
- †Gnathodontidae
- †Idiognathodontidae
- †Mestognathidae
- †Palmatolepidae
- †Polygnathidae
- †Sweetognathidae

Polygnathacea est une super-famille éteinte de conodontes ozarkodinides.

## Description
Il s'agit d'une famille de conodontes multi-éléments.

## Phylogénie
```
o 
Conodonta
 (éteint)
└─o 
Ozarkodinida
 (éteint)
  ├─o 
Spathognathodontidae
 (éteint)
  ├─o 
Pterospathodontidae
 (éteint)
  └─o
    ├─o 
Kockelellidae
 (éteint)
    └─o 
Polygnathacea
 (éteint)
      ├─o
      │ ├─o 
Polygnathidae
 (éteint)
      │ └─o
      │   ├─o 
Palmatolepidae
 (éteint)
      │   └─o 
Anchignathodontidae
 (éteint)
      └─o
        ├─o 
Elictognathidae
 (éteint)
        └─o
          ├─o
          │ ├─o 
Gnathodontidae
 (éteint)
          │ └─o 
Idiognathodontidae
 (éteint)
          └─o
            ├─o 
Mestognathidae
 (éteint)
            └─o
              ├─o 
Cavusgnathidae
 (éteint)
              └─o 
Sweetognathidae
 (éteint)
```

Les Polygnathacea font partie du groupe des conodontes ozarkodinides où ils sont le taxon frère des Kockelellidae.